# 梅普爾里奇鎮區 (明尼蘇達州伊善提縣)
梅普爾里奇鎮區（英語：Maple Ridge Township）是位於美國明尼蘇達州伊善提縣的一個行政鎮區。

## 地方資料
梅普爾里奇鎮區的面積為92.38平方千米，當中陸地面積為90.57平方千米，而水域面積為1.81平方千米。根據2020年美國人口普查的數據，當地共有人口715人，而人口密度為每平方千米7.74人。